# Вайнберг, Давид Вениаминович
Давид Вениаминович Вайнберг (15 (28) апреля 1905, Новоселица — 5 марта 1973, Киев) — советский учёный в области строительной механики. Доктор технических наук (1950), профессор (1956).

## Биография
Родился в Новоселице в семье строительного подрядчика Бениамина Вайнберга (?—1928) и Махли Неваховны Вайнберг (в девичестве Рудман), был старшим из семи детей. В 1932 году окончил Киевский инженерно-строительный институт. В 1933—1941 и 1944—1959 годах работал старшим научным сотрудником Института строительной механики АН УССР.
В 1941—1944 годах — в Строительном и Авиационном институтах в Куйбышеве (ныне Самара). Одновременно, в 1933—1937 годах — декан строительного факультета, в 1944—1948 и с 1955 года — профессор, в 1957—1973 годах — заведующий кафедрой строительной механики, с 1961 года — основатель и заведующий лабораторией тонкостенных пространственных конструкций Киевского инженерно-строительного института (сейчас Киевский национальный университет строительства и архитектуры).

## Научная деятельность
Занимался исследованиями теории упругости и вопросов строительной механики пространственных систем.
Основатель и ответственный редактор (с 1965) научного сборника «Сопротивление материалов и теория сооружений».

## Семья
- Жена — Лия Александровна Вайнберг (урождённая Трахтенберг, 1904—?). Дочери — Мифа Багрицкая (род. 1937) и Евгения Вайнберг.
- Племянники (дети его сестры Малки, 1910—?) — американские математики Давид и Григорий Чудновские. Их отец, доктор технических наук Вольф Григорьевич Чудновский (1908—1985), был соавтором Д. В. Вайнберга (Д. В. Вайнберг, В. Г. Чудновский. Пространственные рамные каркасы инженерных сооружений. Киев—Львов: Гостехиздат Украины, 1948. — 240 с.; Д. В. Вайнберг, В. Г. Чудновский. Расчёт пространственных рам. Киев: Государственное издательство литературы по строительству и архитектуре, 1964. — 308 с.).

## Избранные публикации
- Напряжённое состояние составных дисков и пластин. К., 1952;
- Пластины, диски, балки-стенки: Прочность, устойчивость и колебания. К., 1959 (в соавт.);
- Расчёт оболочек. К., 1961;
- Расчёт пространственных рам. К., 1964 (в соавт.);
- Спицевые и дисковые зубчатые колеса. Москва, 1965;
- Концентрация напряжений в пластинах около отверстий и выкружек: Справоч. пособ. К., 1969.

## Награды
- премия президиума всесоюзного научного инженерно-технического общества строителей СССР имени академика Б. Галёркина за лучшую работу по строительной механике (1956).